# Bos van Bon-Secours
Het Bos van Bon-Secours (Frans: Forêt (domaniale) de Bon-Secours/Bonsecours of Bois de Bon-Secours/Bonsecours of Bois de l'Hermitage) is een bos- en natuurgebied in het Natuurpark Scheldevlakten bij Bon-Secours in de gemeentes Péruwelz en Bernissart in de provincie Henegouwen in Wallonië. Het bos loopt door over de Franse grens in Condé-sur-l'Escaut . Het bos is erkend als 'Site de Grand Intérêt Biologique' (SGIB2470) door het Waals Gewest. Het bosgebied is Europees beschermd als Natura 2000-gebied 'Forêt de Bon-Secours' (BE32011); ook het Franse deel is beschermd als Natura 2000-gebied. Het Belgische deel van het bos beslaat 297 hectare; over de Franse grens in Condé-sur-l'Escaut beslaat het woud nog eens 470 hectare. Het bosgebied is een restant van het Kolenwoud; in 1770 kwam het gebied in handen van de familie de Croÿ. Aan de Belgische zijde van het bos staat het bezoekerscentrum van Natuurpark Scheldevlakten "de Woudhalte" (l'Escale forestière) met een boomkruinenpad. In het Franse deel staat het kasteel Château de l'Hermitage, een jachtpaviljoen dat tussen 1786 en 1789 werd gebouwd door architect Jean-Baptiste Chaussard voor Anne Emmanuel van Croÿ. Door het bos loopt de GR122.

## Fauna en flora
Het bos is voornamelijk een beuken- en zomereikenbos. In het bos van Bon-Secours leven onder andere zwarte specht, middelste bonte specht, wespendief, vliegend hert, ree, everzwijn. Er bloeit ook wilde hyacint in de lente. In het kader van het Europese Interreg-project Salamandra werden in 2019 poelen gegraven voor de vuursalamander.

## Afbeeldingen

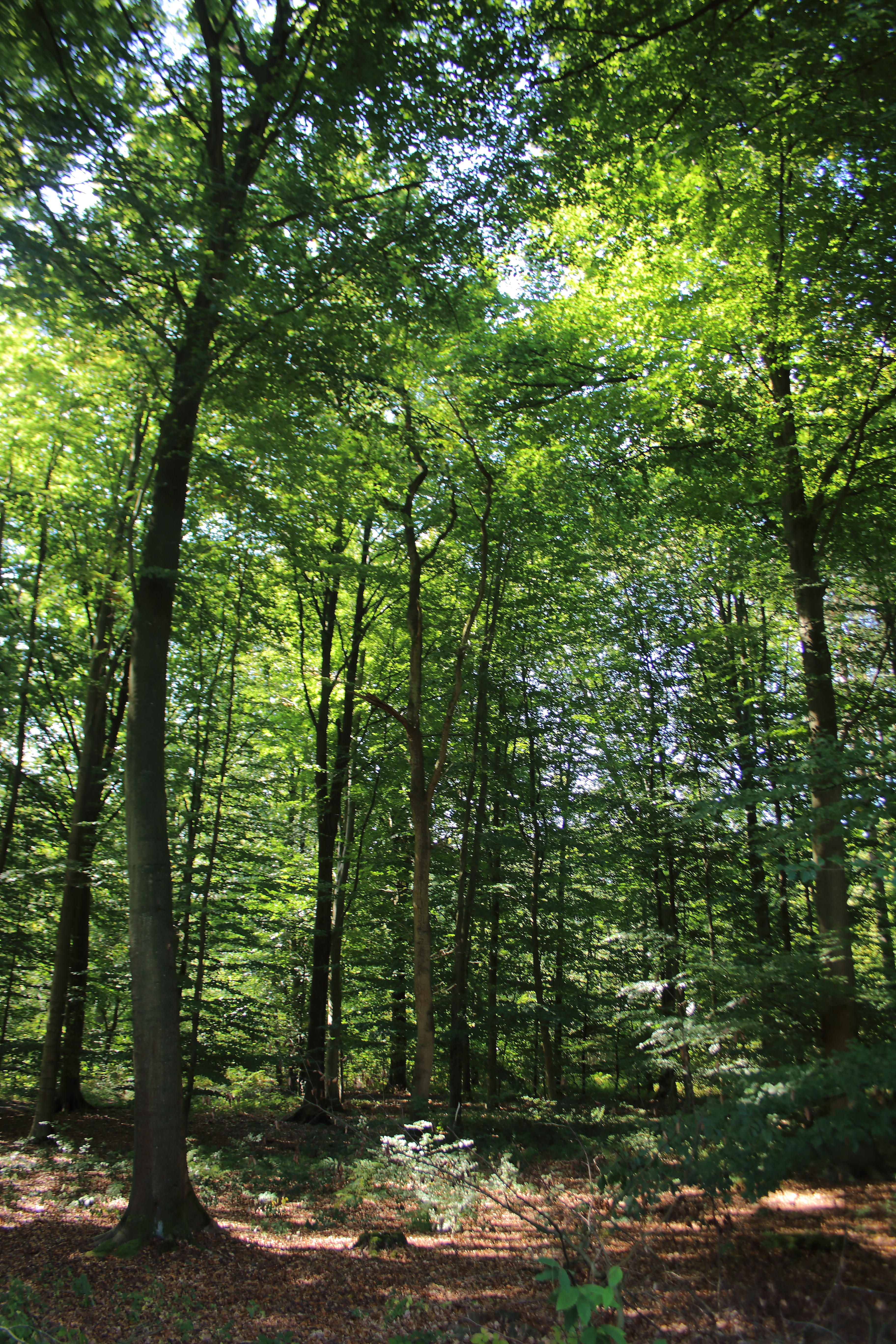
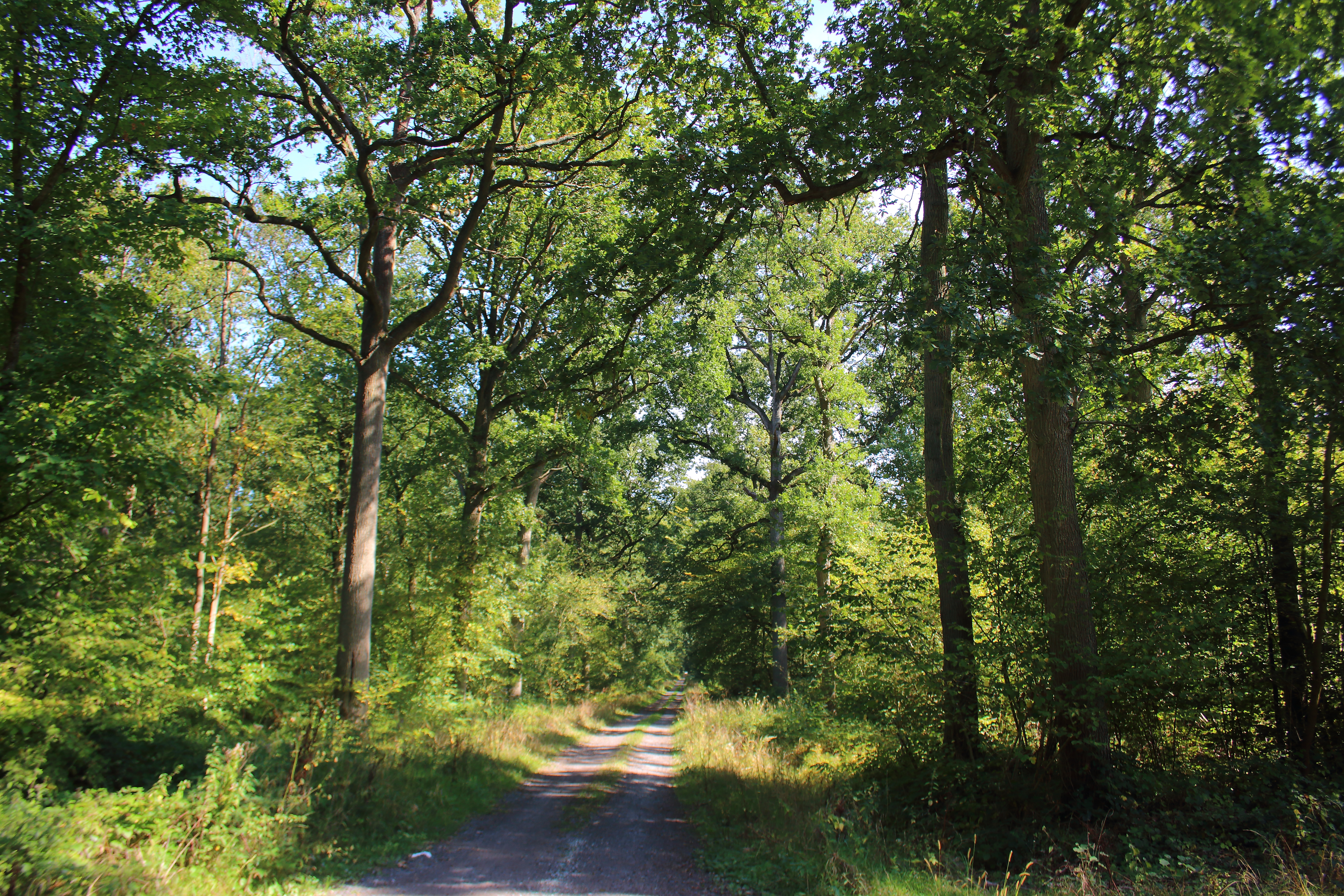
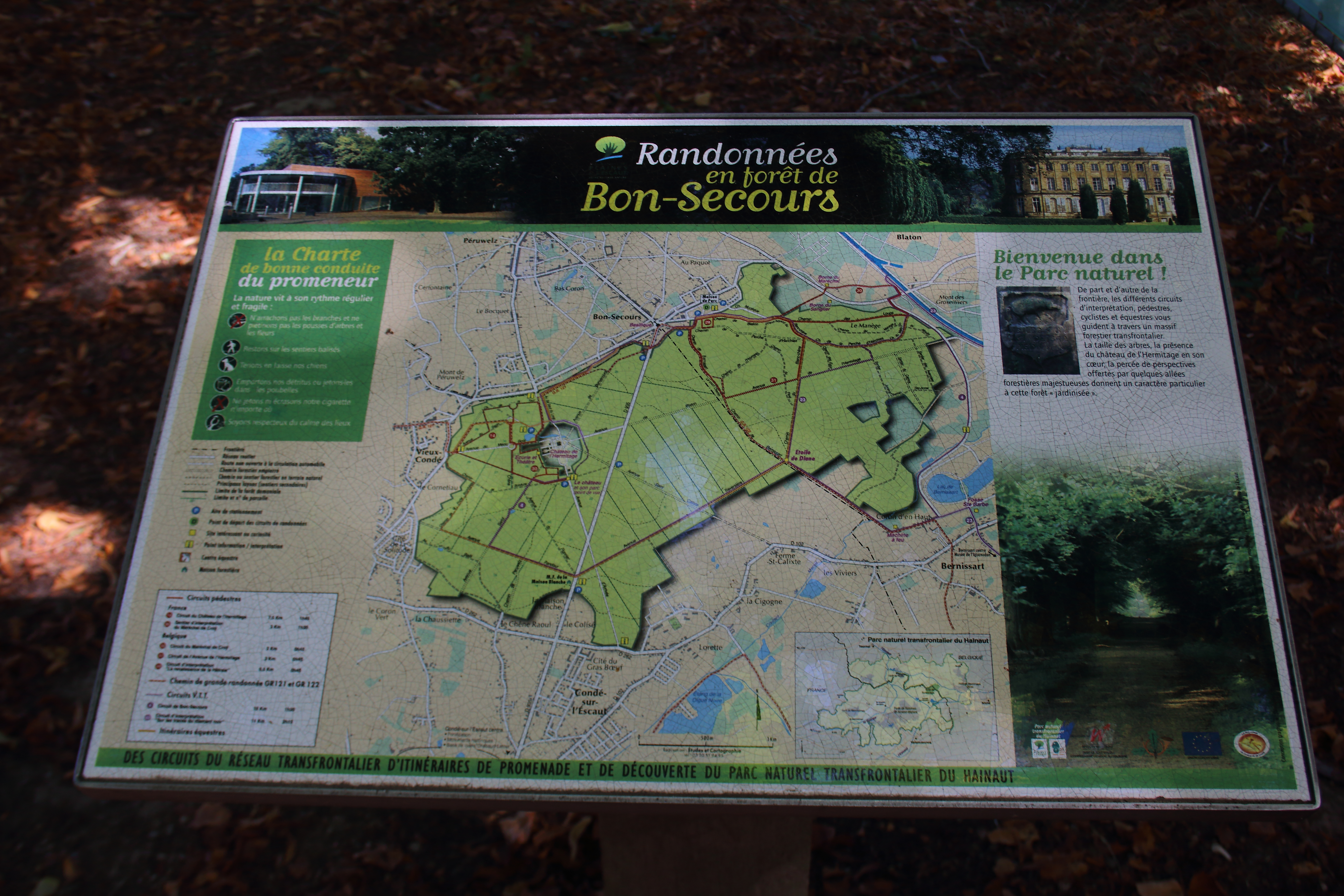
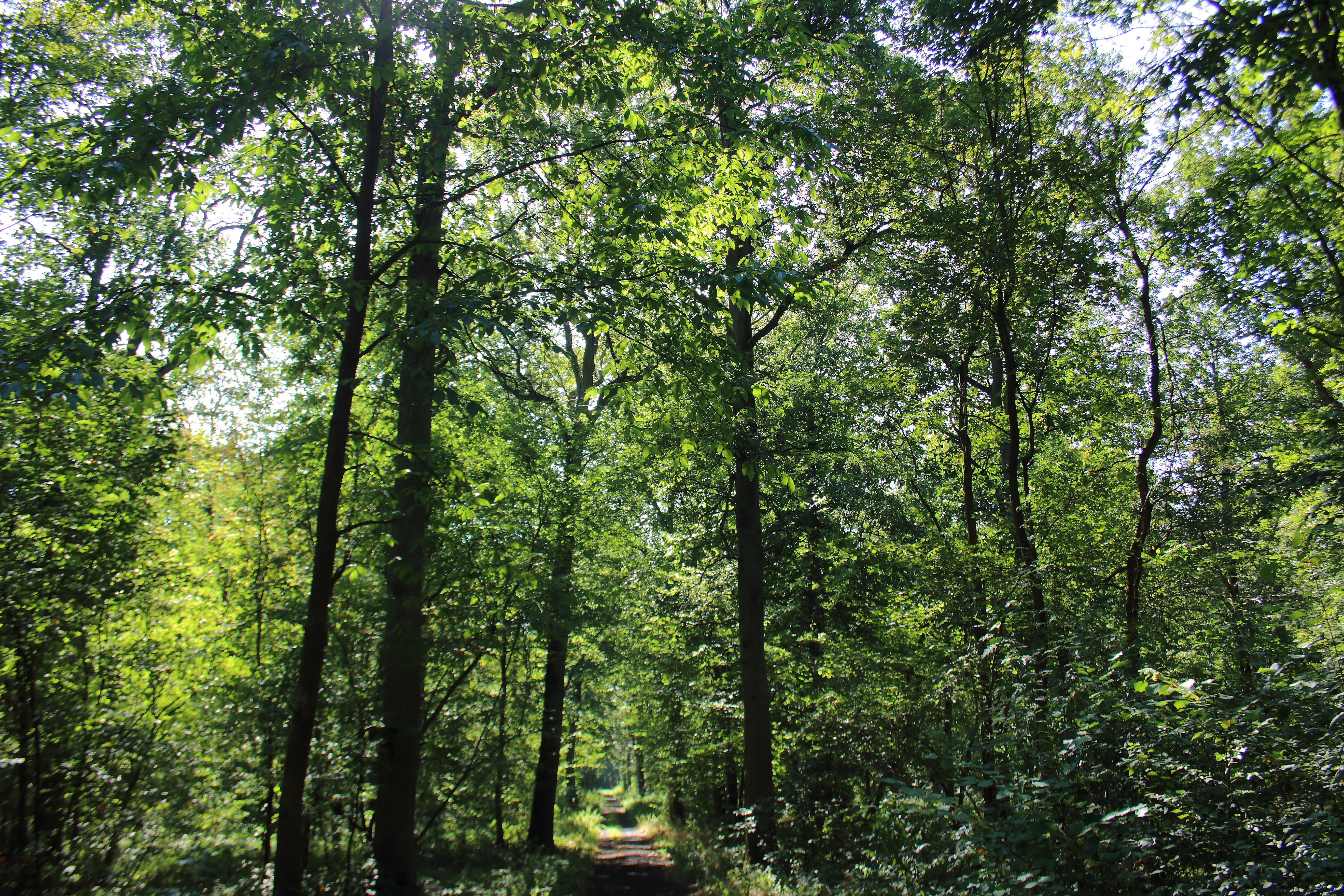
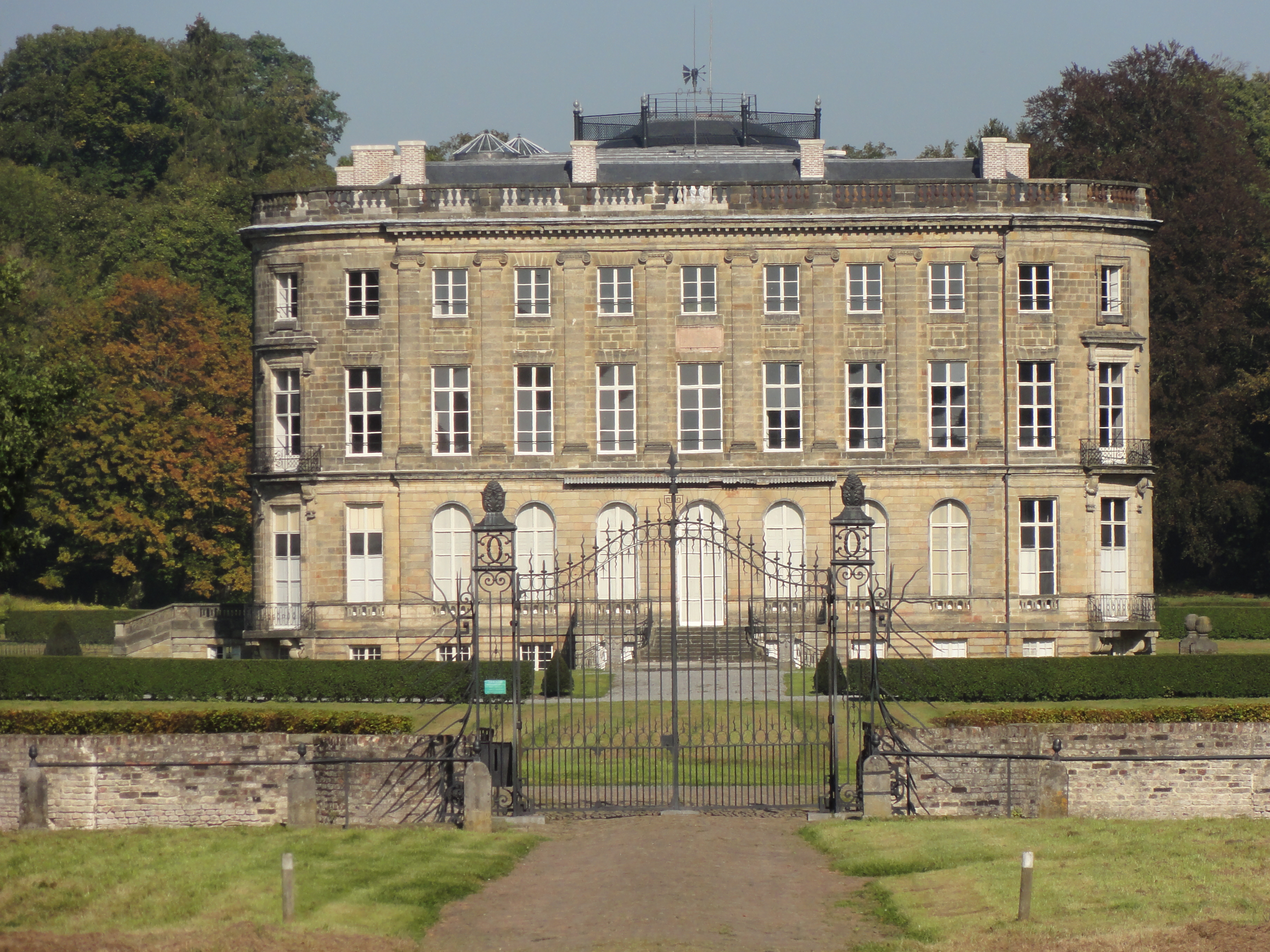
Château de l'Hermitage